# イェルバ・マテ
イェルバ・マテ (Yerba maté, Yerba mate, Erva mate, 学名：Ilex paraguariensis) は、ブラジル、パラグアイ、アルゼンチンにまたがるイグアスの滝周辺を原産とするモチノキ科の常緑喬木。この植物の葉や小枝がマテ茶の原料である。
プリン（キサンチン）誘導体アルカロイドのカフェイン、テオフィリン、テオブロミンなど（これらの混合物は「マテイン」と俗称される）を含んでいる。

## 名称
イェルバ・マテの Yerba は、アルゼンチン系のスペイン語で「草（grass, herb）」を意味する単語、mate はケチュア語の mati（コップ）に由来する単語であるほか、「ひょうたん」の意味もある。

## 分布
アルゼンチンやパラグアイ、ウルグアイ、ボリビア、ブラジルといった南アメリカ諸国に自生している。

## 形態
通常低木であるが、高さは最大15mに達することもある。葉は常緑で、長さ7-11cm、幅3-5.5cm。白色の花弁を4枚もつ小さい花をつける。果実は赤色の核果で、直径は4-6mm。